# NGC 1212
NGC 1212 = IC 1883 ist eine Linsenförmige Galaxie vom Hubble-Typ S0/a im Sternbild Perseus am Nordsternhimmel. Sie ist schätzungsweise 269 Millionen Lichtjahre von der Milchstraße entfernt und hat einen Durchmesser von etwa 80.000 Lichtjahren. Vom Sonnensystem aus entfernt sich die Galaxie mit einer errechneten Radialgeschwindigkeit von näherungsweise 5.900 Kilometern pro Sekunde.
Im selben Himmelsareal befinden sich unter anderem die Galaxien IC 290, IC 292, PGC 2170559, PGC 2176619.
Das Objekt wurde am 18. Oktober 1884 von dem Astronomen Lewis Swift entdeckt.